# 海老江曳山祭
海老江曳山祭（えびえひきやままつり）は、富山県射水市海老江地区にて、毎年9月23日に行われる（2012年（平成24年）は、新湊大橋の開通イベントに合わせて9月22日に行われた）江戸時代後期より続く海老江加茂神社の秋季例大祭で、神輿渡御・3基の曳山供奉が行われる。

## 概要
海老江地区は江戸中期より明治にかけて沿岸漁業と北前船交易が盛んだった町で、曳山祭は五穀豊穣と大漁を祈願した祭りである。3基の曳山は海老江の市街地を、各町揃いの法被姿の若衆によってそれぞれ「弥栄(いやさか)」が訛った「エンヤサーエンヤサー」「イヤサーイヤサー」「ヨイヤサーヨイヤサー」と威勢のいい掛け声のもと勇壮に曳き回される。昼には花山、夜には提灯山となって夜空をほのかに染めながら、最後は各曳山が町内曳きに入り夜半まで曳き廻される。祭礼の創始はよくわかっていないが、西町の曳山が1841年（天保12年）に創建され、その後、中町・東町と順次曳山を製作し現在の姿になった。曳山の構造やお囃子などにおいて放生津（新湊）の曳山との類似点が多いが、これは放生津地区より後に曳山ができ、地理的に放生津地区が近いことから大きな影響を受けたものといえる。
3基の曳山は1977年（昭和52年）9月1日 「海老江加茂社祭礼曳山車」として新湊市（後に射水市）の有形民俗文化財に指定されている。また2006年（平成18年）には、「とやまの文化財百選（とやまの祭り百選部門）」に選定されている。
2019年（平成31年）3月には、曳山祭や海老江地区の獅子舞（獅子頭）などを紹介する「海老江まつり資料館」が開館した。

## 曳山
3基の曳山は放生津（新湊）曳山祭の曳山と同じように地車に鉾柱（心柱）を立て花傘を付けた花鉾山である。上山と下山の二層構造で上山中央の鉾柱（心柱）の上部にはひげこといわれる竹籠を付け、その周りに3色の和紙（またはナイロン）で出来た菊の花を5個付けた割竹を放射状に広げた花傘の鉾山で、鉾柱（心柱）の先端には標識（だし）といわれる鉾留が付いており、王様といわれる御神体を供えている。また前人形といわれるからくり人形が供えられている。下山には幔幕（まんまく）または御簾（みす）が掛けられている。夜には約200から300もの提灯を付けた提灯山となる。車輪は4輪の大八車（外車）様式で、板車または輻車（やぐるま〔スポーク式〕）である。
曳山3基に供えられた前人形は自慢のからくり人形であり、中でも西町の「唐猿童子（とうえんどうじ）」は人形師7代目玉屋庄兵衛（たまやしょうべえ）作の本からくり人形の傑作で、1979年（昭和54年）に新調され、小太鼓を叩きながら歩いたり走ったり、顔が一瞬で唐子や猿の顔に変化するもので、22本の絹糸を操作して作動させる。また中町のからくり人形「唐子懸垂廻転」も7代目玉屋庄兵衛作である。1980年（昭和55年）4月には東京の銀座松屋で行なわれた「からくり人形世界展」に出展、実演を行った。
夜に3基が一堂に会して競演する時間がクライマックスになっている。「曳山木遣り」などが各町内から披露されるのだが、この時、必ず北島三郎の禁断のデビュー作「ブンガチャ節」〔作詞：星野哲郎 、採譜：船村徹 、編曲：船村 徹〕が披露される。

### 西 町
- 創建: 1841年（天保12年）
- 再出来: 1901年（明治34年）
- 標識（だし）: 打出の小槌
- 王様: 恵比須
- 前人形（からくり人形）: 唐猿童子（とうえんどうじ）　7代目玉屋庄兵衛作〔1979年（昭和54年）新調〕。元は猿公であり、現在海老江まつり資料館で展示している。

### 中 町
- 創建: 1844年（天保15年）
- 再出来: 1919年（大正8年）
- 標識（だし）: 振鼓（ふりこ）
- 王様: 猩々（しょうじょう）
- 前人形（からくり人形）: 唐子懸垂廻転（でんぐり返し）　7代目玉屋庄兵衛作

### 東 町
- 創建: 1857年（安政4年）
- 標識（だし）: 軍配
- 王様: 三番叟（さんばそう）
- 前人形（からくり人形）: 唐子遊び

## 曳山木遣り
元々各地に帆柱起し木遣り唄や網起し木遣り唄が伝承されているが、船の近代化、漁の機械化に伴ってこれらの唄も唄われなくなってきている。ここ海老江では現在も明治末期の木遣り唄が曳山木遣りとして伝承され、祭礼当日にからくり人形の実演とともに3箇所ほどで披露される。

## 海老江まつり資料館
2019年（平成31年）3月24日完成した、海老江曳山祭と海老江地区の獅子舞などを紹介する資料館である。中央の資料館を挟んで両側に中町と東山の山倉がある。なお、西町は2017年（平成29年）9月に独自に他所に山倉を建設している。資料館には3町の曳山の紹介、法被などの展示、獅子舞の紹介と獅子頭などの展示、また、地元に継承されている郷土・民俗資料（売薬関連など）の展示がされている。
2018年（平成30年）5月初旬には、曳山や獅子舞を展示する海老江まつり資料館の建設を、射水市海老江地域振興会が公表。海老江コミュニケーションセンター敷地内に2021年3月完成を目指し、2018年（平成30年）6月着工した。広さ約170m2で、総事業費は約1億円である。
- 開館時間 - 午前10時〜午後4時 （入館無料）
- 休館日 - 毎週火曜日（祝日の場合は翌日）・年末年始